# Eastington, Cotswold
Eastington är en by i civil parish Northleach with Eastington, i distriktet Cotswold, i grevskapet Gloucestershire i England. Byn är belägen 15 km från Cirencester. Eastington var en civil parish 1866–1950 när det uppgick i Northleach with Eastington. Civil parish hade 334 invånare år 1931.